# Трагическая любовь
«Трагическая любовь» (англ. Tragic Love) — американский короткометражный драматический фильм Дэвида Уорка Гриффита.

## Сюжет
Молодой человек Боб Спаулдинг встретил доктора Рэнкина и его жену, ссорящихся друг с другом. Доктор хочет ударить её и тут вмешивается Боб...

## В ролях
| Актёр            | Роль           |
| ---------------- | -------------- |
| Артур В. Джонсон | Боб Спаулдинг  |
| Дэвид Майлз      | мистер Рэнкинг |
| Линда Арвидсон   | миссис Ранкинг |
| Чарльз Эйвери    |                |
| Клара Т. Брэйси  |                |
| Джон Р. Кампсон  | бармен         |
| Джордж Гебхардт  | первый вор     |
| Роберт Херрон    |                |
| Реймонд Хаттон   |                |
| Анита Хендри     |                |